# سرخدمتکار (فیلم ۲۰۱۳)
سرخدمتکار (به انگلیسی: The Butler) فیلمی درام محصول سال ۲۰۱۳ به کارگردانی لی دنیلز است. در این فیلم بازیگرانی همچون فارست ویتاکر، اپرا وینفری، پاملا رید، الایا کلی، دیوید بنر، ماریا کری، ترنس هاوارد، یایا داکوستا، ونسا ردگریو، کلارنس ویلیامز سوم، کوبا گودینگ جونیور، لنی کراویتز، رابین ویلیامز، جیمز مارسدن، مینکا کلی، لیو شرایبر، جان کیوسک، جین فوندا، نلسون الیس، جسی ویلیامز و دنی استرانگ ایفای نقش کرده‌اند.

## خلاصه داستان
این فیلم دربارهٔ پیشخدمت معروف کاخ سفید به نام سیسیل گیل است که بین سالهای ۱۹۵۴ تا ۱۹۸۶، پیشخدمت ۸ رئیس‌جمهور آمریکا بود…